# 姫路麗
姫路 麗（ひめじ うらら、1978年3月21日 - ）は、大阪府池田市出身のプロボウラー。永久シードプロ。2000年プロ入り。JPBA第33期生。ライセンスNo.352。身長160cm。血液型B型。右投げ。一女の母。用具契約と所属先共にフリー。日本プロボウリング協会副会長。

## 人物
- 学生時代はクラシックバレエを習っていて、宝塚歌劇を目指していた。1次試験は合格したが、2次試験は不合格だった。

- 19歳の時にプロボウラーの北野周一に弟子入りする。2000年に3度目のプロテストに合格してプロ入り[1]。

- プロテスト合格後、翌年に出産を経て、プロとしてトーナメントに参戦。

- BS日テレで放送されている『ボウリング革命 P★League』（以下Pリーグ）に第1戦より2021年シーズンまで出場していた。キャッチフレーズは「気迫のボウリング・ジェンヌ」。優勝回数は歴代第2位の13回で、松永裕美の14回に次ぐ。

- 2008年にポイントランキング1位・賞金ランキング1位・アベレージランキング1位の「三冠女王」に輝いた[1]。

- 2012年に全日本女子プロボウリング選手権のテレビ決勝（再優勝決定戦）[2]においてパーフェクトを達成し、逆転で年間賞金ランキングトップに輝いた。これはスカイ・エーで全国テレビ中継されたもので、公式戦のテレビ決勝においてのパーフェクト達成は中山律子以来だった[3]。

- 2015年6月に行われたJFEカップ2015千葉女子オープンボウリングトーナメントで優勝し、通算10勝目を挙げて準永久シードを獲得。

- 2018年3月に行われた第39回関西オープン女子ボウリングトーナメント決勝においてパーフェクトを達成し優勝。

- 2019年のROUND1 GRAND CHAMPIONSHIP 2019 FINALで優勝し、通算20勝目となり、自身が兼ねてから目標としていた「永久シード」を獲得した。

- 2021年には後半に5連勝を挙げて通算30勝目に到達し、併せてプロ通算獲得賞金が1億円の大台を超えた。

- 2021年4月3日放送分のPリーグにおいて当シーズンをもってPリーガーを卒業することを明かした。

- 長年の所属先だったフタバボウルとの専属契約を自身の意向により2021年12月31日をもって終了し、現在はフリーで活動。
- 2022年7月30日～31日、第3回大岡産業レディース【THE OPEN】トーナメント2022　予選10G目において自身14回目の公認パーフェクトゲームを達成し最多回数タイ記録として時本美津子と並んだ。なおこの大会で31勝目を挙げ昨年に続き2連覇で飾った。
- 2022年、第1回プロボウラーズ総選挙女子の部の得票数第1位に輝く。
- 2023年9月14日、第16回MKチャリティーカップの予選前半Bシフト4ゲーム目で自身15回目のパーフェクトゲームを達成し、女子プロボウラー単独1位になる。

## 主な成績

### JPBAランキング
- 2008年ポイントランキング・賞金ランキング・アベレージランキングトップ（3冠）
- 2009年ポイントランキング・賞金ランキングトップ（2冠）
- 2012年賞金ランキングトップ
- 2014年アベレージランキングトップ
- 2015年ポイントランキング・賞金ランキング・アベレージランキングトップ（3冠）
- 2018年ポイントランキング・賞金ランキングトップ（2冠）
- 2019年ポイントランキング・賞金ランキング・アベレージランキングトップ（3冠）
- 2020年-2021年ポイントランキング・賞金ランキング・アベレージランキングトップ（3冠）
- 2022年ポイントランキング・賞金ランキング・アベレージランキングトップ（３シーズン連続3冠）

### JPBAツアー成績（優勝のみ記載）
- 2007年 彦根プリンスカップ 優勝
- 2008年 DHCツアー 最終戦 優勝
- 2008年 第31回JLBCプリンスカップ 優勝
- 2008年 第40回記念全日本女子プロボウリング選手権大会 優勝
- 2009年 第1回「HANDA CUP」フィランスロピープロボウリングトーナメント 優勝
- 2010年 第5回記念MKチャリティカップ 優勝[4]
- 2012年 第44回全日本女子プロボウリング選手権大会 優勝
- 2013年 中日杯2013東海女子オープン 優勝
- 2015年 グリコセブンティーンアイス杯第3回プロアマボウリングトーナメント 優勝
- 2015年 JFEカップ2015千葉女子オープンボウリングトーナメント 優勝
- 2015年 中日杯2015東海オープン 優勝
- 2015年 第10回MKチャリティカップ 優勝
- 2016年 グリコセブンティーンアイス杯第4回プロアマボウリングトーナメント 優勝（大会初の連覇）
- 2016年 第48回全日本女子プロボウリング選手権大会 優勝
- 2017年 第33回六甲クイーンズオープン 優勝
- 2017年 第49回全日本女子プロボウリング選手権大会 優勝（自身初の連覇）
- 2018年 第39回関西オープン女子ボウリングトーナメント 優勝
- 2018年 第13回MKチャリティカップ 優勝
- 2019年 JPBA WOMEN’S ALL STAR GAME 2019 優勝
- 2019年 Round 1 Cup Ladies 2019 優勝
- 2019年 2019 ROUND1 GRAND CHAMPIONSHIP 2019 FINAL 優勝
- 2019年 第51回全日本女子プロボウリング選手権大会 優勝（2年ぶり5回目の優勝）
- 2020年 APA PRESENTS KING'S ＆ QUEEN'S プロボウラーズトーナメント　優勝
- 2020年 全卸連プレゼンツ JPBA☆SSSカップ2020 ～シニアスポーツサポートプロアマボウリングトーナメント女子～  優勝
- 2020年 スカイAカップ 第41回関西オープン[女子]ボウリングトーナメント　優勝
- 2021年 コカ・コーラカップ2021千葉オープン女子　優勝
- 2021年 APA PRESENTS2021 KING'S ＆ QUEEN'Sプロボウラーズトーナメント 女子　優勝
- 2021年 全卸連プレゼンツ JPBA☆SSSカップ2021 ～シニアスポーツサポートプロアマボウリングトーナメント女子～  優勝（2連覇）
- 2021年 第2回大岡産業レディース［THE OPEN］トーナメント　優勝
- 2021年 第53回全日本女子プロボウリング選手権大会　優勝（6回目）
- 2022年 第3回大岡産業レディース［THE OPEN］トーナメント2022　優勝（2連覇）
- 2023年 第30回千葉オープンア二バーサリーボウリングトーナメント　優勝（16回目のパーフェクトゲーム達成+3回目の800シリーズ達成）
- 2023年 全卸連プレゼンツ JPBA☆SSSカップ2023 ～シニアスポーツサポートプロアマボウリングトーナメント女子～  優勝（2年ぶり3回目）

- 通算 33勝　公認パーフェクト16回（女子最多回数）、800シリーズ4回。

### その他の成績
- 2009年 第30回記念全日本ミックスダブルス 優勝

### Pリーグでの成績(3位以内)
- 第4戦 優勝
- 第5戦 準優勝
- 第7戦 優勝
- 第8戦 準優勝
- 第11戦 3位
- 第13戦 優勝
- 第16戦 3位
- 第17戦 優勝
- 第23戦 3位
- 第27戦 優勝
- 第33戦 優勝
- 第40戦 優勝
- 第41戦 準優勝
- 第48戦 優勝
- 第2シーズンチャンピオン決定戦 準優勝
- 第50戦 3位
- 第53戦 3位
- 第55戦 準優勝
- 第56戦 優勝
- 第5シーズンチャンピオン決定戦 優勝
- 第73戦 準優勝
- 第74戦 優勝
- 第83戦 優勝
- 第14シーズンチャンピオン決定戦 優勝
- 第87戦 優勝
- 第91戦 優勝

- 通算 13勝、シーズンチャンピオン 2回

## 出演

### テレビ
- ザ・人類の極限ショー「できる？ORできない？」（TBSテレビ、2010年9月23日）
- 情報ライブ ミヤネ屋（読売テレビ、2010年）
- 心ゆさぶれ!先輩ROCK YOU(2012年2月、日本テレビ)
- ジョブチューン アノ職業のヒミツぶっちゃけます!（TBSテレビ、2013年7月27日）
- グッと!スポーツ(2016年10月18日、NHK総合)

### ラジオ
週刊ますだスポーツ（MBSラジオ、2014年2月27日）

### その他（YouTube）
- ULALAB（Rankseeker、2016年3月25日～）
- ULALABビデオLIVEチャット[6]（Rankseeker、2020年4月12日～2020年5月31日）